# Ruprechtshofen
Ruprechtshofen osztrák mezőváros Alsó-Ausztria Melki járásában. 2025 januárjában 2332 lakosa volt. 

## Elhelyezkedése

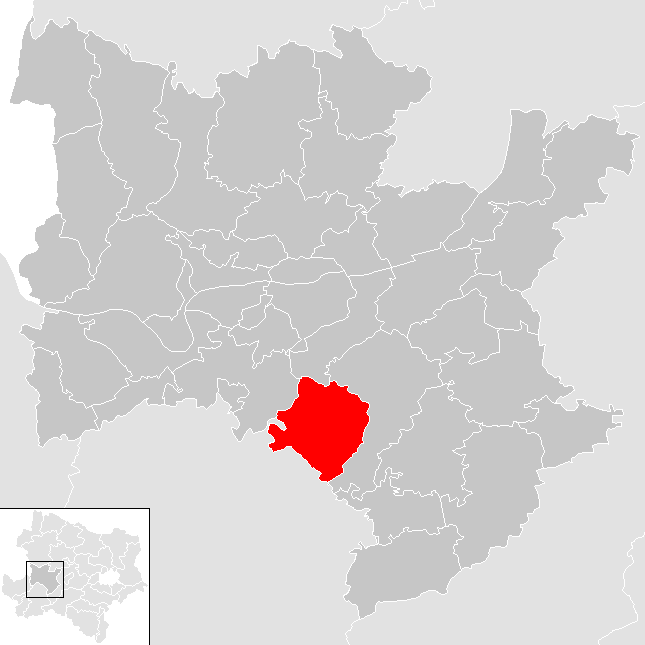
Ruprechtshofen a Melki járásban

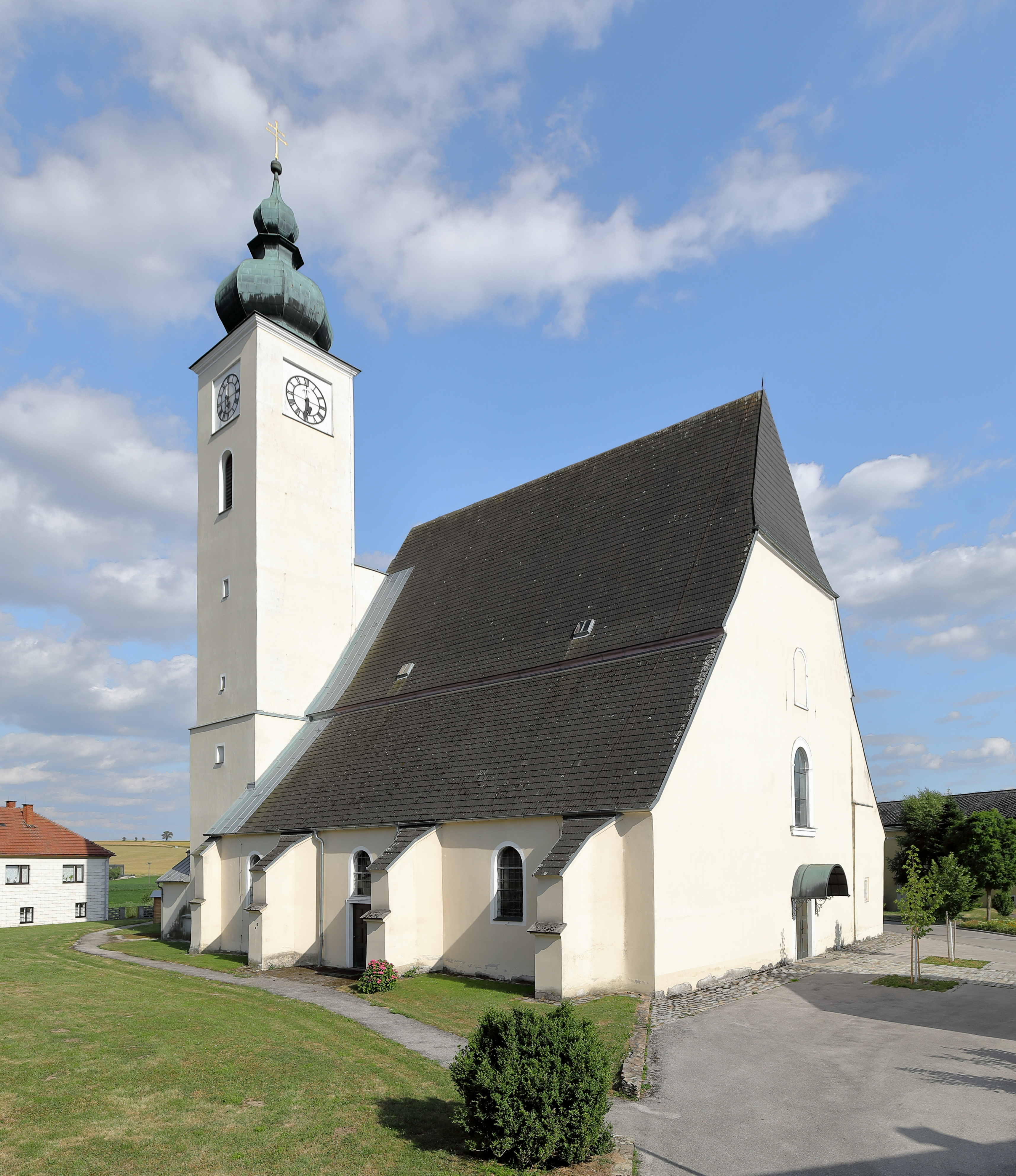
A Szt. Miklós-plébániatemplom

Ruprechtshofen a tartomány Mostviertel régiójában fekszik a Melk és a Schlattenbach folyók találkozásánál. Területének 7,7%-a erdő, 84,4% áll mezőgazdasági művelés alatt. Az önkormányzat 34 települést egyesít: Baulanden (69 lakos 2025-ben), Brunnwiesen (95), Etzen (52), Fittenberg (42), Fohregg (40), Geretzbach (24), Graben (12), Grabenegg (41), Grub (21), Hofstetten (34), Hohentann (28), Hub (11), Kagelsberg (16), Kalcha (18), Koth (45), Kronberg (17), Kühberg (11), Lasserthal (19), Lehen (36), Naspern (33), Ockert (48), Oed (12), Rainberg (127), Reisenhof (16), Riegers (27), Rottenhof (100), Ruprechtshofen (1056), Schlatten (74), Simhof (24), Sinhof (14), Weghof (29), Wies (9), Zinsenhof (5) és Zwerbach (127). 
A környező önkormányzatok: északra Zelking-Matzleinsdorf, keletre Sankt Leonhard am Forst, délre Oberndorf an der Melk, délnyugatra Wieselburg-Land, nyugatra Bergland.

## Története
Ruprechtshofent 1170 körül említik először egy adománylevél egyik tanújának nevében. A Ruprechtshofenek előbb a Peilstein, majd 1260-ig a Plain, 1332-ig a Schaunberger, ezután pedig közvetlenül a Habsburgok vazallusai voltak. 1343-ban a bírtok és a település (amely ekkor már mezőváros volt) a gamingi apátsághoz került. Bécs 1529-es ostromakor a török portyázók elérték a régiót, de nem okoztak jelentős károkat. Ebben az időszakban az egyik ház padlója alá valaki 2200 érméből álló kincset ásott el, amelyet 1964-ben találtak meg. A település a harmincéves háborút is viszonylag sértetlenül vészelte át, csak a Piccolomini-ezredet kellett elszállásolniuk 1642/43 telén. 1634-ben és 1679-81-ben a pestisjárvány követelt áldozatokat, 1683-ban pedig Bécs újabb ostromakor a törökök fosztogattak. A napóleoni háborúk során 1805 novemberében Sebastiani tábornok szállta meg a városkát és ezer gulden hadisarcot követelt; katonái pedig fosztogattak és raboltak.
Ruprechtshofent 1905-ben kötötték be a vasúti hálózatba. Az első világháború után, 1919 februárjában „parasztlázadásra” került sor, a helyi gazdák ellenálltak az élelmiszert rekviráló, csendőrök által kísért tisztviselőknek; vérontásra azonban nem került sor. 1922-ben Grabenegg elszakadt az önkormányzattól és saját községet alapított. Ruprechthofen községet 1928-ban emelték mezővárosi rangra. Az 1938-as Anschlusst követően Grabenegg, Ockert és Rainberg községeket Ruprechtshofenhez csatolták, de a második világháború után visszanyerték önállóságukat. A háború kitörése után Grub faluban hadifogolytábort létesítettek; a francia és belga hadifoglyokat mezőgazdasági munkákban dolgoztatták. A szovjet csapatok 1945. május 8-án vonultak be a településre. 
1965-ben Ruprechtshofen, Grabenegg, Ockert és Rainberg ismét egyesült. 

## Lakosság
A ruprechtshofeni önkormányzat területén 2025 januárjában 2332 fő élt. Lakosságszáma 1961 óta gyarapodó tendenciát mutat. 2023-ban az ittlakók 94,9%-a volt osztrák állampolgár; a külföldiek közül 0,7% a régi (2004 előtti), 3,1% az új EU-tagállamokból érkezett. 0,5% a volt Jugoszlávia (Horvátország és Szlovénia kivételével) vagy Törökország; 0,9% egyéb ország polgára volt. 2001-ben a lakosok 96,5%-a római katolikusnak, 0,9% evangélikusnak, 0,3% mohamedánnak, 1,5% pedig felekezeten kívülinek vallotta magát. Ugyanekkor a legnagyobb nemzetiségi csoportokat a német anyanyelvűeken (99,5%) kívül a csehek és a szerbek alkották 1-1 fővel.  
A népesség változása:

| 2016 | 2 269 |
| 2018 | 2 315 |

## Látnivalók
- a Szt. Miklós-plébániatemplom
- a Benedict Randhartinger-múzeum (a neves énekes és zeneszerző 1802-ben született Ruprechtshofenben)